# Carbisdale Castle
Carbisdale Castle is een kasteel op een heuvel boven het estuarium Kyle of Sutherland in de Schotse Hooglanden. Het werd aan het begin van de 20e eeuw gebouwd voor de hertogin van Sutherland. Het ligt ten noorden van de plaats Culrain en ongeveer 5 km ten noordwesten van Bonar Bridge. Anno 2011 is hier een jeugdherberg ondergebracht; beheerd door Scottish Youth Hostels Association.

## Geschiedenis
Het kasteel werd opgetrokken tussen 1905 en 1917 voor Mary Caroline, hertogin van Sutherland en tweede echtgenote van George Sutherland-Leveson-Gower, 3e hertog van Sutherland (1861-1892) met wie ze huwde in 1889. Ze is beter bekend als Duchess Blair omwille van haar eerste huwelijk met kapitein Arthur Kindersely Blair of the 71st Highland Light Infantry die verongelukte tijdens de jacht in 1883 in de omgeving van Pitlochry.
Haar huwelijk met de hertog viel niet in goede aarde bij de Sutherlands. Toen hij in 1892 overleed werd het testament, in het voordeel van zijn weduwe, gecontesteerd door zijn zoon en erfgenaam Cromartie. In het proces dat volgde werd de hertogin schuldig bevonden aan het vernietigen van documenten en moest ze een gevangenisstraf van zes weken uitzitten in Londen. Uiteindelijk kwamen de partijen tot een vergelijk waarbij Duchess Blair een aanzienlijke som geld ontving. Daarnaast was de familie akkoord om voor de hertogin een kasteel te bouwen - het Carbisdale Castle - voor zover het niet in Sutherland was. Mary Caroline had een onaangename verrassing in petto voor haar ex-schoonfamilie bij de keuze van de locatie. Het kasteel werd opgetrokken net voorbij de grens van Sutherland met Ross-shire. Het kasteel was  te zien vanaf een groot deel van Sutherland en zeker vanaf de spoorlijn die de Sutherlands gebruikten als ze naar het zuiden reisden en vanaf de hoofdweg door Kyle of Sutherland. Zo geraakte het kasteel bekend als kasteel van rancune en werd de keuze van de locatie algemeen beschouwd als een daad van wrok tegenover haar schoonfamilie en de bereikte overeenkomst. Deze veronderstelling steunt verder op het feit dat de kasteeltoren aan drie zijden voorzien is van een klok; de zijde aan de kant van Sutherland moet het er zonder stellen.
Kolonel Theodore Salvesen, een rijke Schotse zakenman van Noorse afkomst kocht het kasteel in 1933. Het stelde het tijdens de nazi-bezetting tijdens de Tweede Wereldoorlog ter beschikking van koning Haakon VII van Noorwegen en kroonprins Olaf die later de troon zou bestijgen als koning Olaf V van Noorwegen. In het kasteel werden belangrijke vergaderingen gehouden. Koning Haakon sloot een overeenkomst af tijdens de Carbisdale-conferentie op 22 juni 1941 dat de Russische troepen, in het geval dat zij Noors grondgebied zouden betreden, na de oorlog het land moesten verlaten. Op 25 oktober viel Rusland Noorwegen binnen en bezette er dertig steden maar trok later zijn bezettingsmacht terug als gevolg van de overeenkomst.
Na het overlijden van Theodore Salvesen schonk zijn zoon Harold het kasteel, zijn inboedel en het domein aan de Scottish Youth Hostels Association die hun hostel op 2 juni 1945 openden.
In 2011 liep het kasteel enorme schade op tijdens de winter door ijsvorming en moest gerepareerd worden. De SYHA moest het kasteel noodgedwongen sluiten en uiteindelijk verkopen. De enorme kunstcollectie van het kasteel gingen in 2016 onder de hamer in London voor 2,3 mln GPB en het kasteel werd uiteindelijk in Oktober 2016 verkocht aan de FCFM Group Ltd in London. FCFM wil Carbisdale Castle opknappen in haar vroegere glorie en het als een private residentie gaan gebruiken.
In voorjaar 2017 werd aangekondigd dat er in de kelders Spa faciliteiten worden aangelegd en dat de ruimtes op begane grond en eerste etage worden gereconstrueerd naar haar oorspronkelijke staat. De brandtrappen aan de zijkant van het gebouw en opdelingen van de verschillende kamers en ruimtes worden verwijderd.
De Tenniscourts in de tuin van het kasteel worden gerenoveerd en er wordt gedacht aan het inrichten van een soort kampeerterrein om de lokale economie te helpen, die door de sluiting in 2011 en de verkoop in 2016 een enorme dreun heeft gekregen

## Het kasteel
Het kasteel telt 365 vensters en onder de grote trap bevindt zich een geheime deur die geopend kon worden via het draaien van een van de beelden in de gang. Het mechanisme is intussen onklaar. Een aantal beelden van Italiaans marmer versiert het interieur. Zoals in bijna ieder kasteel in Schotland gaat het verhaal dat er spoken ronddwalen van onder meer gesneuvelde soldaten van de Slag bij Carbisdale, die voor de poorten van het kasteel werd uitgevochten en het begin van het einde betekende voor Montrose.